# Осокино (Гурьевский городской округ)
Осокино — посёлок в Калининградской области России. Входил в состав Добринского сельского поселения в Гурьевском районе.

## История
Впервые населенный пункт Блёкен упоминается в 1396 году.
В 1946 году Блёкен был переименован в поселок Осокино.

## Население
| 2002 | 2010 | 2021 |
| ---- | ---- | ---- |
| 82   | ↗91  | ↗117 |

В 1910 году в проживал 201 человек, в 1933 году — 186 человек, в 1939 году 160 человек.